# Río Entrín
El río Entrín, también llamado Entrín Verde y arroyo del Entrín, es un río del suroeste de la península ibérica perteneciente a la cuenca hidrográfica del Guadiana, que transcurre por la provincia de Badajoz (España).

## Curso
La cabecera del Entrín se encuentra en el valle de La Morera, entre las sierras de la Calera y de María Andrés, en el término municipal de Feria. El río discurre en sentido sur-norte a lo largo de unos 48 km que atraviesan los términos de La Parra, La Morera, Nogales, Entrín Bajo, Badajoz y Talavera la Real, donde desemboca en la margen izquierda del río Guadiana. 